# すどうゆうき
すどうゆうき(こぐま)（1983年1月15日 - 2020年4月4日）は、日本の音楽プロデューサー、アニメプロデューサー、作曲家、編曲家。子供向け音楽やアニメ作品を得意としている。千葉県佐倉市出身。
株式会社ハロー(helo.inc) 代表取締役、株式会社ティームエンタテイメント 取締役、株式会社再想文化東京 取締役、合同会社IBI 代表。本名、須藤雄毅（すどう ゆうき）。血液型O型。

## 来歴・人物
日本工学院 コンピュータミュージック科を卒業後、ハーフトーンミュージック武部聡志に師事、作曲家として活動。CM音楽制作や楽曲提供を開始。その後映像プロデューサーを目指し、TV番組制作会社を経て、2008年秘密結社鷹の爪を代表とする蛙男商会の制作として株式会社ディー・エル・イーへ入社。アニメを主体とした子供向けコンテンツのプロデューサーとしてTV番組を制作。音楽を主体としたコンテンツ制作には高い評価を得ている。
2013年 DLE退社後、IBI LLCを立ち上げ、サンリオぐでたまなどを代表とする、ファンシーキャラクター作品の音響監督及び音楽プロデュースを開始。作曲者名では“こぐま”としても活動。
2014年 業務拡大のため株式会社WPS(現株式会社ハロー)を立ち上げ取締役就任。
2014年 株式会社ティームエンタテイメント 取締役就任。
2016年 株式会社ハロー 代表取締役就任。
2017年 株式会社再想文化東京 取締役就任。
2020年4月4日午後11時5分、脳幹出血のため、埼玉県立循環器・呼吸器病センターで死去した。37歳没。

## 参加作品

### 映画、TV番組、音楽
- 映画 秘密結社鷹の爪2 「私の愛した黒烏龍茶」制作 (TOHO シネマズ：2008年)
- 土管くん 制作(テレビ朝日：2008年)
- 古墳ギャルのコフィー 制作(テレビ朝日：2008年)
- しずおかあさん　音楽プロデュース(静岡放送：2008年)
- 映画　ピューと吹く！ジャガー ～いま、吹きにゆきます～　制作(TOHO シネマズ：2008)
- 京浜家族　制作(テレビ神奈川：2009年)
- ニチレイ アセロラちゃん 制作 (WEB：2009年）
- 伝染るんです。 アニメ　音楽制作(BeeTV：2009年）
- 貝がらブラッコ　制作及び音楽プロデュース（広島ホームテレビ：2011年）
- たまこちゃんとコックボー　制作及び音楽プロデュース（広島ホームテレビ：2011年）
- パンパカパンツ　制作（静岡放送：2008年）
- テレビ東京　ネクストプリンセス　制作(テレビ東京：2009年)
- KIRA KIRA JAPON　制作（日本BS11/フランスNOFILE TV：2010年）
- KIRA KIRA  ASIA　制作（日本/中国/台湾：2010年）
- ピチ高野球部　音楽プロデュース（FNS九州･沖縄8局：2010年)
- バッカルコーン 制作及び音楽プロデュース(静岡放送：2008年)
- asian beat 制作（BS11：2010年）
- ぷっとべプーデル　音楽プロデュース(テレビせとうち：2010年)
- じゃがポテ仮面　音楽プロデュース(毎日放送：2012年)
- NHK イチジョウマン　音楽プロデュース(NHK：2012年）
- IROKKUMA 制作及び音楽プロデュース(日本 毎日放送 タイ MCOT：2012年)
- くちぱっち　音響監督(WEB：2012年)
- ぬいぐるみのラパン　制作及び音楽プロデュース(名古屋テレビ：2012年）
- にゅるにゅる角栓くん　音響監督（読売テレビ：2013年)
- 殿といっしょ　音楽制作（読売テレビ：2010年)
- 30歳の保健体育　音楽制作(TOKYO MX ：2011年）
- カッコカワイイ宣言!　音楽制作(テレビ東京；2011年）
- どーにゃつ　音楽制作(ティ・ジョイ：2013年）
- 磯部磯兵衛物語　音楽制作(GYAO dTV：2015年)
- カミワザワンダ　玩具音響制作(TBS：2016年)
- プロミンズ　音楽制作(TBS：2016年)
- ザックリTV　音楽制作及び音響監督(TBS：2017年)
- ぐでたま　音響監督及び音楽プロデュース(TBS：2014年)
- 歯ぐるまんすたいる　音楽プロデュース(WEB：2016年)
- Mr. Men Little Miss 音楽制作及び音響監督(WEB：2015年)
- K-1 キャラクター　タロー　音楽制作(2014年)
- ぬいぐるみのモップ　音響監督(WEB：2016年)
- ショートムービー孔雀王  音楽プロデュース(WEB：2016年)
- ペペペペペン議員　音楽制作(WEB：2016年)
- カブルカブス　音楽制作(WEB：2016年)
- おひめいさま　音楽制作(WEB：2017年)
- 監督不行届　音楽制作(テレビ東京：2014年)
- ポンコツクエスト　バトルシーン　音楽制作(WEB：2014年)
- AeLL.　音楽プロデュース(アイドルユニット：2014年)
- suzumoku アルバム「Tomorrow Comes」　音楽プロデュース(シンガーソングライター：2014年)
- 氷結®おとな名作劇場 ヒョー劇　音響監督(WEB：2014年)
- いきいきごんぼ 音響監督およびプロデュース(WEB：2014年)
- ダッピィズ　音楽プロデュース(テレビ九州：2017年)
- 91days スピンオフ作品　音響監督(WEB：2016年)
- くまのモップ　音響監督(WEB：2016年)
- 国立科学博物館　VRウユニ塩湖　音響監督(展示：2017年)
- ピコ太郎のララバイラーラバイ　音楽制作(テレビ東京：2017年)
- ブル男　音楽制作(WEB：2016年)
- リトルフォレストフェロォ　音響監督(WEB：2016年)
- 恋するシロクマ　音楽制作(OVA：2016年)
- 妖怪人間ベム　音楽制作(TOKYO MX：2017年)
- 磐田市 しっぺい 音楽制作(静岡放送：2016年)
- モンハン日記 ぎりぎりアイルー村　音楽制作(TOKYO MX：2010年)
- こぎみゅん　音響監督(abemaTV：2017年)
- タヌキとキツネ　劇伴制作(YouTube公式ch：2018年)
- アニメ みっちりねこ　プロデューサー(TOKYO MX：2018年)
- カエル王子といもむしヘンリー　プロデューサー(TOKYO MX：2018年)
- Lemon & Sugarのはみがきハーモニー　音楽プロデュース(ショートアニメ：2018年)
- サンリオ まるもふびより 　劇版制作(ショートアニメ：2018年)
- パンパカパンツ 「ハイテル ヌイデル」　音楽制作(SBS静岡放送：2018年)
- TVアニメ「おこしやす、ちとせちゃん」　音楽制作(TOKYO MX：2018年)
- 歌舞伎メディアアート「カブキノヒカリ」（メディアアート音楽制作、2019年3月）
- TVアニメ「おまるのまるまるお　プロデューサー(TOKYO MX：2019年)
- こぎみゅん　音響監督(LINE LIVE：2019年)
- モワイくん　音響監督(テレビ東京おはスタ：2019年)
- クマーバチャンネル はみがきパトロール　音楽プロデュース(クマーバチャンネル：2019年)

### CM
- 明日の地球と子供たちキャンペーンソング(TVCM2011年)
- AEON ランドセルCM 音楽プロデュース(TVCM ：2014年)
- コナミスポーツ スポワザ9 CM　 制作及び音楽プロデュース(WEB CM：2014年)
- ナビスコカップCM　制作及び音楽プロデュース(TVCM ：2015年)
- 眠眠打破  TVCM 制作及び音楽プロデュース(TVCM：2012年)
- ぐるなびウェディング　TVCM 音楽プロデュース(TVCM：2013年)
- やきゅともCM 制作及び音楽プロデュース(TVCM：2013年)
- 広島ガス　TVCM  制作及び音楽プロデュース(TVCM：2012年)
- バナにゃ　TVCM  音響監督(TVCM：2016年)
- 千葉県横芝光町　WEBCM 　音響監督(WEB CM：2016年)
- タマ川ヨシ子WEBCM 音楽プロデュース(WEB CM：2017年)
- COACH TVCM 音楽プロデュース (TVCM ：2016年)
- メガネスーパー　TVCM 音楽制作 (TVCM ：2016年)
- PLAY DOH TVCM 音楽制作 (TVCM ：2016年)
- LION 防カビくん煙剤　TVCM　制作  (TVCM ：2014年)
- チケキャン 鷹の爪　TVCM 音楽制作 (TVCM ：2017年)
- BDS ラジオCM (ラジオCM：2013年)
- 野村でideco TVCM (TVCM：2017年)
- グローバルWiFi 音響制作(WEBCM：2019年)